# Anexechona ancorata
Anexechona ancorata is een mosdiertjessoort uit de familie van de Exechonellidae. De wetenschappelijke naam van de soort is voor het eerst geldig gepubliceerd in 1950 door Osburn.